# HD 13936
HD 13936，又名BD-10 460，SAO 129781、HR 658，是一颗恒星，视星等为6.55，位于銀經175.21，銀緯-63.45，其B1900.0坐标为赤經2h 10m 33.5s，赤緯-9° -63.45′ 55″。